# Палмер, Джеффри (политик)
Сэр Джеффри Уинстон Рассел Палмер (англ. Geoffrey Winston Russell Palmer; род. 21 апреля 1942, Таранаки, Новая Зеландия) — 33-й премьер-министр Новой Зеландии (1989—1990), возглавлявший 4-е лейбористское правительство.
Его имя связывают со значительными реформами законодательства и конституционного права страны, такими как разработка Конституционного закона 1986 года, Новозеландского Билля о правах, Закона об использовании имперского законодательства и Закона о государственном секторе.

## Ранние годы и образование
Родился в г. Нельсон, учился там в центральной школе, средней школе и колледже. Затем изучал политические науки и право в Университете Виктории в Веллингтоне. В 1964 году получил степень бакалавра искусств, а в 1965 году — бакалавра права.
Некоторое время он работал в Веллингтоне, затем он учился в юридической школе при университете Чикаго и в 1967 году получил степень Juris Doctor (доктор права). Некоторое время он преподавал в Университете Айовы и Университете Вирджинии, а также выполнял консультационную работу для правительства Австралии. В конце концов он вернулся в Новую Зеландию и в 1974 году был назначен профессором права в Университет Виктории в Веллингтоне. Во время всеобщих выборов 1975 года, Палмер участвовал в предвыборной кампании «граждане за Роулинга».

## Член парламента
На дополнительных выборах в 1979 году Палмер был избран в парламент от округа Центральный Крайстчерч, от Лейбористской партии. В 1983 году он стал заместителем лидера оппозиции. В 1984 году лейбористы победили на всеобщих выборах и Палмер стал заместителем премьер-министра в 4-м лейбористском правительстве. Он также занимал посты генерального прокурора и министра юстиции. Новый министр юстиции, который в качестве профессора права выступал за пропорциональное представительство в своей книге «Неуправляемая власть? (Unbridled power?)» также опубликованной в 1984 году, создал Королевскую комиссию по исследованию избирательной системы и разработке изменений и альтернативных решений. В отчёте королевской комиссии опубликованном в декабре 1986 года рекомендовалось использовать смешанную избирательную систему. После выборов 1987 года, на которых лейбористы были переизбраны, он также стал министром по делам окружающей среды, сферы к которой он испытывал личный интерес.

## Премьер-министр
Наиболее важным вопросом новозеландской политики того времени стала экономическая реформа проводимая министром финансов Роджером Дугласом. Дуглас выступал за монетаристскую политику свободного рынка, включающую в себя широкую приватизацию государственного имущества и отмену тарифов и субсидий. Эта политика противоречила основной политической платформе лейбористов, их предвыборным обещаниям, была весьма непопулярны среди традиционных сторонников партии и в результате привела к конфронтации между премьером Дэвидом Лонги и Роджером Дугласом. Лонги также нарушил своё обещание провести обязательный референдум о введении смешанной избирательной системы. В апреле 1989 года на региональной конференции Лейбористской партии Палмер признал своё поражение по вопросу о введении смешанной избирательной системы заявив, что этот вопрос «на ближайшее будущее фактически похоронен». В конце концов Дуглас был удален из правительства, но споры так подорвали его здоровье, что месяц спустя в отставку подал сам Лонги. Сторонники избирательной реформы в лейбористской находились под давлением и в сентябре 1989 года после того как Палмер стал премьер-министром, ежегодный общий съезд Лейбористской партии принял решение отменить проведение референдума об основах пропорционального представительства.
Однако, Палмер воспринимался населением слишком связанным с реформами Дугласа, и академически отстранённым. В частности многих людей касалось его работа над правовыми аспектами перераспределения государственного сектора, в том числе подготовка Закона о государственных предприятиях. Назначение на пост министра финансов Дэвида Кэйджилла (сторонника Дугласа), усугубило мнение, что он ничего не делает для общественных интересов. Единственной сферой, в которой он добился поддержки традиционных сторонников левого крыла, стала защита окружающей среды, которой он занялся когда стал премьером, его инициативой в этой области стал процесс реформирования законодательства об управлении ресурсами, который в конечном счёте привел к принятию Закона об управлении ресурсами.
За два месяца до выборов 1990 года стало ясно что лейбористы проиграют. Очевидный ущерб нанесённый реформами Роджера Дугласа, а также недосток у Палмера харизмы, вынудили слишком многих сторонников партии отказать ей в поддержке. К тому же Палмер выглядел слишком академично и замкнуто, напоминая людям патерналистский подход, в котором обвиняли Дугласа. Палмера заменили на Майка Мура, у которого, как полагали лейбористы, было больше шансов на победу. Палмер также решил оставить своем место в парламенте. Однако попытка лейбористов спасти ситуацию не увенчалась успехом и закончилась самым сильным поражением в истории Новой Зеландии, от Национальной партии во главе с Джимом Болджером.

## После ухода из парламента
После этого Палмер вновь стал работать профессором права в Университете Виктории. Также он работал профессором права в Университете Айовы (США), и некоторое время юридическим консультантом. Смешанная избирательная система, за которую он выступал, была принята на референдуме в 1993 году. В 1994 году вместе с юристом из Веллингтона Мэй Ченом он основал юридическую фирму Chen Palmer & Partners. В декабре 2002 года Палмер был назначен представителем Новой Зеландии в Международной комиссии по китам. Палмер продолжал преподавать в Университете Виктории и регулярно выступал в качестве эксперта в области общественного и конституционного права.

## Член правовой комиссии
1 декабря 2005 года генерал-губернатор назначил Палмера председателем Правовой комиссии Новой Зеландии (правительственное агентство, которое занимается пересмотром, реформированием и совершенствованием законодательства страны) сроком на 5 лет. Его назначение вызвало вопросы со стороны Национальной партии из-за его тесных связей с Лейбористской партией.

## Почётные звания и награды
Палмер входит в Тайный Совет Её Величества. В 1991 году ему было присвоено звание кавалера самого почётного ордена Святого Михаила и Святого Георгия, в том же году он стал почётным кавалером Ордена Австралии. В 1991 году он был также включён в почётный список ООН в числе 500 человек, за свой вклад в охрану окружающей среды, в том числе за реформу законодательства об управлении ресурсами. В 1995 году Джеффри Палмер являлся судьёй ad hoc Международного суда ООН. Он является почётным доктором трёх университетов.
В 2008 году Палмер стал одним из первых назначенных в Верховный совет после его преобразования из Королевского совета.